# Quilomicró

Estructura d'un quilomicró, un tipus de lipoproteïna. ApoA, ApoB, ApoC, ApoE: diferents apolipoproteïnes, són les que caracteritzen cada lipoproteïna. T: triacilglicèrid; C (colesterol). En verd i groc: fosfolípids, el cap (en verd) es dirigeix a l'exterior, on el medi és aquós, mentre que la resta (en groc) està encarat cap al medi lipídic. La forma esfèrica és la més hidrodinàmica i la que permet un contingut major en una superfície de contorn menor.

Els quilomicrons o ULDL (acrònim anglès corresponent a Ultra Low-Density Lipoproteins) són lipoproteïnes que se sintetitzen a les cèl·lules absorbents del budell. Són partícules esfèriques d'entre 75 i 300 nm de diàmetre amb un embolcall osmiofílic que transporten els triglicèrids i el colesterol en la sang cap als teixits. Les proteïnes que contenen (anomenades apolipoproteïnes), principalment l'Apo B48, tenen entre altres funcions, l'estabilització de les molècules de lípids en un entorn aquós com és la sang. Això es deu al fet que els greixos no es poden dissoldre en un mitjà aquós (són hidrofòbics), per a això necessiten proteïnes que les recobreixin per a deixar exposats solament la part polar d'aquesta proteïna i d'aquesta manera poder dissoldre's el greix en el plasma (un efecte semblant tenen les micel·les de sals biliars en el quim). Actuen de manera semblant a detergents i serveixen també com a indicadors. Els receptors de lipoproteïnes de la cèl·lula poden així identificar els diferents tipus de lipoproteïnes i dirigir i controlar el seu metabolisme.

## Ruta Exògena
La formació de quilomicrons constitueix la ruta exògena del transport de lípids fins al fetge:
A l'intestí es capten els triacilglicèrids i es creen els quilomicrons immadurs.
Aquests es desplacen per la linfa fins a la sang on reben l'Apo E i l'Apo C2 procedents de la lipoproteïna HDL. D'aquesta manera es completa la seva maduració formant-se ja els quilomicrons definitius.
En arribar al fetge, l'enzim lipoproteïna-lipasa hidroliza els triacilglicèrids del quilomicrons a àcids grassos, facilitant així la seva absorció. L'enzim proteïna-cinasa C es fixa a l'Apo C2 per la qual cosa actua només en els quilomicrons madurs.
Després de passar pel fetge, els quilomicrons residuals retornen l'Apo C2 i l'Apo E a les HDL i són degradats.

## Quilomicronèmia
La quilomicronèmia, (anomenada també hiperquilomicronèmia primària, deficiència de lipoproteïna-lipasa familiar o síndrome d'hiperquilomicronèmia familiar) és una malaltia genètica rara d'herència monogènica, amb una incidència d'1 cas/1.000.000 persones, causada per un al·lel recessiu localitzat al cromosoma 8 que codifica incorrectament l'enzim lipoproteïna-lipasa, impedint que trenqui els quilomicrons. Aquests s'acumulen al plasma i li donen un aspecte lletós. Molts dels qui pateixen aquesta malaltia desenvolupen xantomes cutanis (dipòsits de material ric en colesterol i macròfags al teixit connectiu dèrmic); així com hepatomegàlia, esplenomegàlia, acumulació lipídica en la retina i els seus vasos, dolor abdominal i episodis repetits de pancreatitis si no reben tractament.
Algunes vegades el trastorn pot ser adquirit, per regla general com a conseqüència del consum d'alcohol, diabetis no controlada o la presa de determinats fàrmacs.

## Malaltia de retenció de quilomicrons
Coneguda també com malaltia d'Anderson, és un tipus molt poc comú d'hipocolesterolèmia familiar autosòmica recessiva caracteritzada per malnutrició, retard del desenvolupament general, dèficit de vitamina E i manifestacions oftalmològiques, neurològiques i hepàtiques. Bàsicament, és el resultat de l'incapacitat de les cèl·lules intestinals per secretar quilomicrons després de la ingesta de greixos. Els signes i símptomes d'aquesta singular condició comencen durant la primera infantesa i inclouen vòmits, diarrea crònica i esteatorrea, hepatomegàlia i esteatosi hepàtica. Més tard apareixen problemes de visió, arreflèxia (manca de reflexos neuromusculars), atàxia, hipoestèsia i neuropatia perifèrica sensorial. Rares vegades, el procés cursa amb amiotròfia (atròfia muscular) o anomalies de la funció cardíaca.
La seva causa són mutacions en el gen SAR1B, ubicat al braç llarg del cromosoma 5. Aquest gen codifica la proteïna homònima, implicada en el transport de quilomicrons des del reticle endoplasmàtic a l'aparell de Golgi. Els defectes del gen provoquen l'acumulació de vesícules de prequilomicrons en el citoplasma dels enteròcits. Ara per ara, s'han descrit més de vint mutacions en els individus amb la malaltia, la majoria d'elles puntuals.